# Organismo de Soporte a Direcciones (ASO)
El Organismo de soporte a direcciones (ASO) es una organización de apoyo a afiliados a la ICANN. Sus miembros forman el Consejo de Dirección.
El objetivo de la ASO es examinar y elaborar recomendaciones sobre la política de direcciones IP así como asesorar a la Junta de ICANN.
En julio de 1999, los tres registros regionales de Internet (APNIC, ARIN, y RIPE NCC) presentaron una propuesta para formar la ASO, sobre la base de un Memorando de Entendimiento. ICANN aceptó esta propuesta el 26 de agosto de 1999.
La ASO se formó el 19 de octubre de 1999, cuando el memorando de entendimiento fue firmado por representantes de APNIC, ARIN, y RIPE NCC y la ICANN.